# Санько Іван Федосійович
Іва́н Федосійович Санько рос. Ива́н Федосе́евич Санько́; 7 лютого 1903 — 22 липня 1985) — радянський військовик, Герой Радянського Союзу (1945), генерал-полковник артилерії (1967).

## Перші роки
Народився у селі Велика Каратуль (тепер у Бориспільському районі, Київської області України) в родині робітників. Здобув неповну середню освіту та пішов працювати на Орехівський цукровий завод (Полтавська область).
У 1921 був призваний у РСЧА. 1924 закінчив Київську артилерійську школу. В 1927 вступив у ВКП(б).
В 1938 році пройшов курси удосконалення командного складу.
З 4 листопада 1942 року полковник Сонько — командир 3-й артилерійської дивізії (7-й артилерійський корпус прориву, 5-та гвардійська армія, 1-й Український фронт).
В січні 1945 року генерал-майор артилерії І. Ф. Санько відзначився у боях з прориву оборони супротивника північно-західніше польського міста Опельн (Ополе, Польща). Вміло організувавши і спланувавши артилерійський наступ, забезпечив прорив сильно укріпленої оборони противника, оточення і знищення його великого угрупування.
Після війни Іван Санько продовжив службу в Радянській армії.
У 1950 році закінчив Вищі академічні курси при Військовій академії Генерального штабу.
З 1969 року генерал-полковник артилерії І. Ф. Санько у відставці. Жив у Москві.
Помер 22 липня 1985 року. Похований на Кунцевському кладовищі в Москві.

## Нагороди
29 травня 1945 року Івану Федосійовичу Саньку присвоєно звання Героя Радянського Союзу.
Також нагороджений:
- 3-ма орденами Леніна;
- 5-ма орденами Червоного Прапора;
- орденом Суворова 2 ступеня;
- орденом Кутузова 2 ступеня;
- орденом Вітчизняної війни 1 ступеня;
- медалями.